# Жарко Прибаковић
Жарко Прибаковић (Бачка Топола, 21. новембар 2001) је српски певач који се прославио као дечак у такмичењу Пинкове звездице. Пева на српском и македонском језику. Неколико пута је као дете победио на фестивалу Лицидарско срце певајући песме Што се боре мисли моје и Мој голубе.

## Дискографија

### Синглови
- Ајде Кајо ајде злато (2014, Камп толеранције)
- Една Елена (2016, Фестивал Златно Славејче) на македонском језику
- Једна Јелена (2017)
- Пукни зоро (2017, РТВ Војводина)
- Ти добро знаеш (2017, Охрид фест) македонска верзија
- Ти добро знаш (2017) српска верзија
- Звездице (2018)
- Марушка (2020, Нека песма каже)
- Не клепећи нанулама (2020, Нека песма каже)
- Дунаве (2021, Тамбурица фест)
- Целе ноћи ладовина (2022, Фестивал Студентско љето)